# Copa de España veldrijden 2024
De Copa de España veldrijden 2024 is de negende editie van de Spaanse Beker Veldrijden. Het regelmatigheidscriterium van de Koninklijke Spaanse Wielerbond omvatte acht wedstrijden. De laatste wedstrijd werd echter afgelast en zo bleven zeven wedstrijden over.
Kevin Suárez Fernández werd de eindwinnaar bij de mannen en Lucía González bij de vrouwen.

## Mannen elite

### Kalender en podia
| Datum            | Locatie                                               | Cat. | Winnaar                | Tweede                 | Derde                     | Leider in het klassement | Uitslag  |
| ---------------- | ----------------------------------------------------- | ---- | ---------------------- | ---------------------- | ------------------------- | ------------------------ | -------- |
| 06 oktober 2024  | Trofeo Villa de Gijón,Gijon                           | C2   | Kevin Suárez Fernández | Miguel Rodriguez Novoa | Raul Mira Bonastre        | Kevin Suárez Fernández   | [ 1 ]    |
| 13 oktober 2024  | Ciclocross Internacional Xaxancx, Marín               | C2   | Kevin Suárez Fernández | Miguel Rodriguez Novoa | Mario Junquera San Millan | Kevin Suárez Fernández   | [ 2 ]    |
| 26 oktober 2024  | G.P KH7 - Dark Cross Les Franqueses, Les Franqueses   | C2   | Jofre Cullell Estape   | Damien Beton           | Gonzalo Inguanzo Macho    | Kevin Suárez Fernández   | [ 3 ]    |
| 10 november 2024 | Ciclocross Internacional de Karrantza, Karrantza      | C2   | Kevin Suárez Fernández | Miguel Rodriguez Novoa | Mario Junquera San Millan | Kevin Suárez Fernández   | [ 4 ]    |
| 16 november 2024 | Ciclocros Internacional Ciudad De Tarancón, Tarancón  | C2   | Kevin Suárez Fernández | Miguel Rodriguez Novoa | Mario Junquera San Millan | Kevin Suárez Fernández   | [ 5 ]    |
| 17 november 2024 | Ciclocross Ciudad de Alcobendas - Enbici,Alcobendas   | C2   | Kevin Suárez Fernández | Raul Mira Bonastre     | Gonzalo Inguanzo Macho    | Kevin Suárez Fernández   | [ 6 ]    |
| 14 december 2024 | Ciclocross Internacional Ciutat de Xàtiva,Xàtiva      | C2   | Kevin Suárez Fernández | Léo Bisiaux            | Miguel Rodriguez Novoa    | Kevin Suárez Fernández   | [ 7 ]    |
| 15 december 2024 | Cyclocross Internacional Ciudad de Valencia, Valencia | C2   | Afgelast               | Afgelast               | Afgelast                  | Afgelast                 | Afgelast |

## Vrouwen elite

### Kalender en podia
| Datum            | Locatie                                               | Cat. | Winnaar                | Tweede                 | Derde                  | Leider in het klassement | Uitslag  |
| ---------------- | ----------------------------------------------------- | ---- | ---------------------- | ---------------------- | ---------------------- | ------------------------ | -------- |
| 06 oktober 2024  | Trofeo Villa de Gijón,Gijon                           | C2   | Laura Verdonschot      | Lucía González         | Sofia Rodriguez Revert | Laura Verdonschot        | [ 8 ]    |
| 13 oktober 2024  | Ciclocross Internacional Xaxancx, Marín               | C2   | Laura Verdonschot      | Lucía González         | Sofia Rodriguez Revert | Laura Verdonschot        | [ 9 ]    |
| 26 oktober 2024  | G.P KH7 - Dark Cross Les Franqueses, Les Franqueses   | C2   | Alexandra Valade       | Zuzanna Krzystala      | Marta Cano Espinosa    | Laura Verdonschot        | [ 10 ]   |
| 10 november 2024 | Ciclocross Internacional de Karrantza, Karrantza      | C2   | Lucía González         | Sofia Rodriguez Revert | Sara Cueto Vega        | Lucía González           | [ 11 ]   |
| 16 november 2024 | Ciclocros Internacional Ciudad De Tarancón, Tarancón  | C2   | Lucía González         | Sofia Rodriguez Revert | Marlene Petitgirard    | Lucía González           | [ 12 ]   |
| 17 november 2024 | Ciclocross Ciudad de Alcobendas - Enbici,Alcobendas   | C2   | Lucía González         | Sofia Rodriguez Revert | Sara Cueto Vega        | Lucía González           | [ 13 ]   |
| 14 december 2024 | Ciclocross Internacional Ciutat de Xàtiva,Xàtiva      | C2   | Sofia Rodriguez Revert | Lucía González         | Léa Stern              | Lucía González           | [ 14 ]   |
| 15 december 2024 | Cyclocross Internacional Ciudad de Valencia, Valencia | C2   | Afgelast               | Afgelast               | Afgelast               | Afgelast                 | Afgelast |

Kampioenschappen:  Wereldkampioenschappen ·
 Europese kampioenschappen ·
 Belgische kampioenschappen ·
 Nederlandse kampioenschappen
Klassementen:  Wereldbeker ·
 Superprestige ·
 X²O Badkamers Trofee ·
 HSF System Cup ·
 Trek USCX Series ·
 Coupe de France ·
 National Trophy Series ·
 Copa de España ·
 Swiss Cyclocross Cup ·
 Hope Supercross Series
Overig:  Exact Cross ·  Losse crossen België
2016 · 2017 · 2018 · 2019 · 2020 · 2021 · 2022 · 2023 · 2024